# ریگ‌آباد (جبالبارز)
ریگ آباد روستایی در دهستان مسکون بخش جبالبارز شهرستان جیرفت استان کرمان ایران است.

## جمعیت
بر پایه سرشماری عمومی نفوس و مسکن در سال ۱۳۹۵ جمعیت این مکان ۸۶ نفر (۳۰خانوار) بوده‌است.